# 李德明 (1970年)
李德明（1970年7月—），中华人民共和国政治人物。

## 生平
1970年7月，李德明出生，毕业于中共中央党校。
李德明早年先后出任吉林省白城市政府办公室副主任，中共洮南市委常委、市人民政府副市长，中共镇赉县委常委、县人民政府副县长，中共白城市洮北区委副书记，白城市住房和城乡建设局局长等。2019年4月，
李德明出任中共通榆县委书记，2021年兼任中共白城市委常委。2023年6月，李德明调任吉林省农业农村厅党组书记，次月兼任厅长，12月兼任吉林省乡村振兴局局长。

### 处分
2016年7月28日，李德明出任白城市住房和城乡建设局党委书记、局长期间，副局长杨某某、张某某违规接受下属单位负责人陈某自费宴请，陈某酒后突发心脏病死亡，杨某某、张某某均受到党内严重警告处分、免职处理，李德明因履行主体责任不力，受到党内严重警告处分。

### 落马
2025年1月9日，李德明涉嫌严重违纪违法，已主动投案，接受吉林省纪委吉林省监察委员会纪律审查和监察调查。